# Rubkow

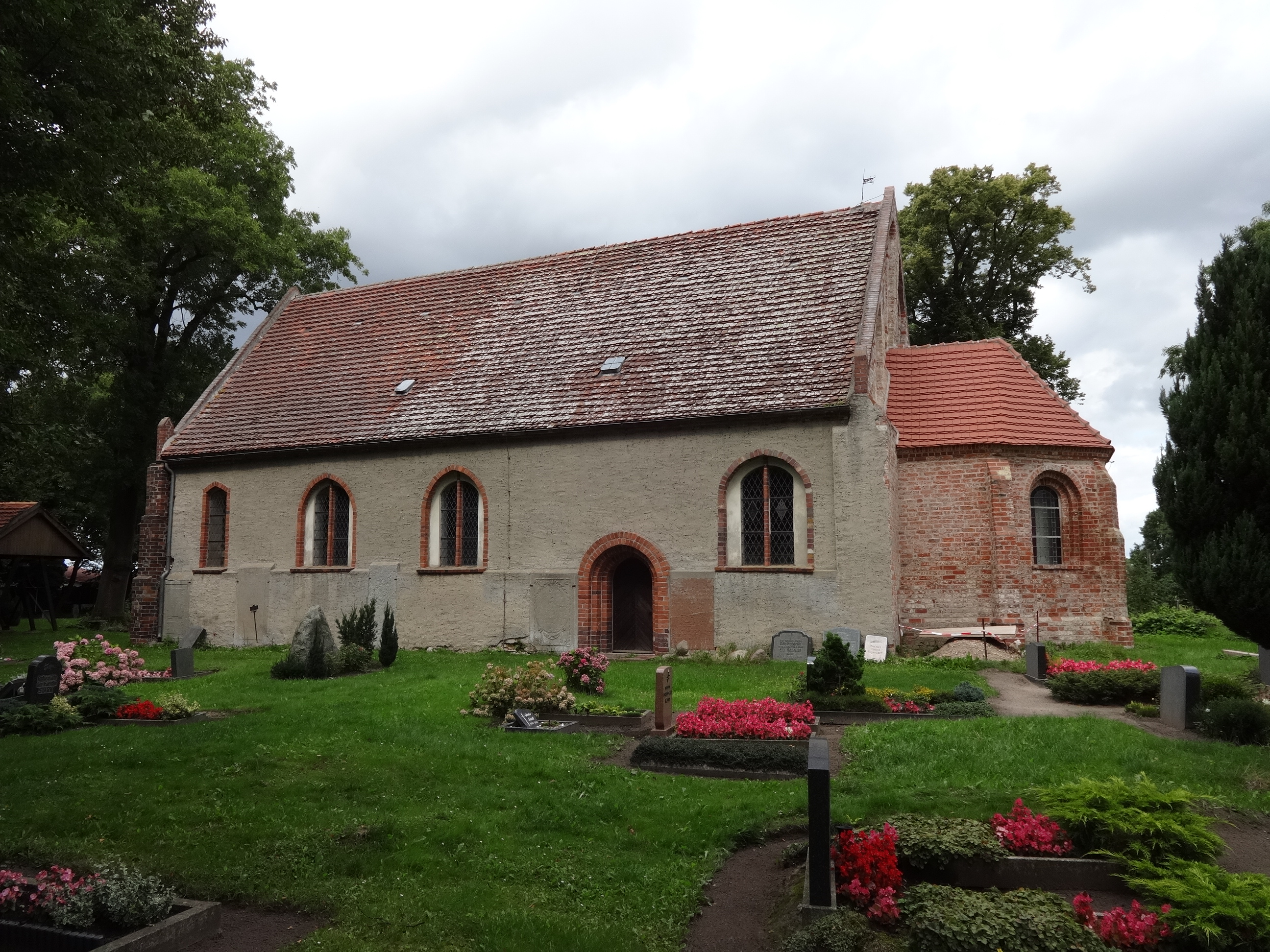
Dorfkirche Rubkow

Rubkow ist eine Gemeinde im Landkreis Vorpommern-Greifswald. Die Gemeinde wird seit dem 1. Januar 2005 vom Amt Züssow mit Sitz in Züssow verwaltet. Bis zum 31. Dezember 2004 gehörte die Gemeinde zum Amt Ziethen. Sie hat 683 Einwohner (Stand: 31. Dezember 2015).

## Geografie
Rubkow liegt 11 Kilometer nördlich von Anklam und 31 Kilometer südöstlich der Kreisstadt Greifswald. Nördlich und östlich der Gemeinde befinden sich größere geschlossene Waldgebiete, die wirtschaftlich genutzt werden. Bis auf den Buggower See im Waldgebiet Seetannen sind mit Ausnahme vieler Sölle und kleiner Teiche kaum Stillgewässer vorhanden. Der Große Scheidegraben im Nordwesten und den Mühlgraben im Osten sind die einzigen nennenswerten Fließgewässer im Gemeindegebiet. Die unbewaldeten Freiflächen sind sehr wellig, es gibt aber wenige Erhebungen über 35 Meter über NHN. Höchster Punkt ist ein Berg mit 38 Meter über NHN nordwestlich von Wahlendow.

### Gemeindegliederung
| Ortsteile - Bömitz - Buggow - Daugzin - Krenzow | - Rubkow - Wahlendow - Zarrentin |

### Nachbargemeinden
Das sind: Wolgast (Stadt) im Norden, Zemitz im Nordosten, Lassan (Stadt) im Osten, Murchin im Südosten, Ziethen im Süden, Klein Bünzow im Westen und Karlsburg im Nordwesten.

## Geschichte
Die Gemeinde Rubkow gehörte bis 1945 zu Preußen und zum Landkreis Greifswald und wurde zum 1. Juli 1950 im Wege der Gebietsreform dem Kreis Anklam zugeordnet.

### Bömitz

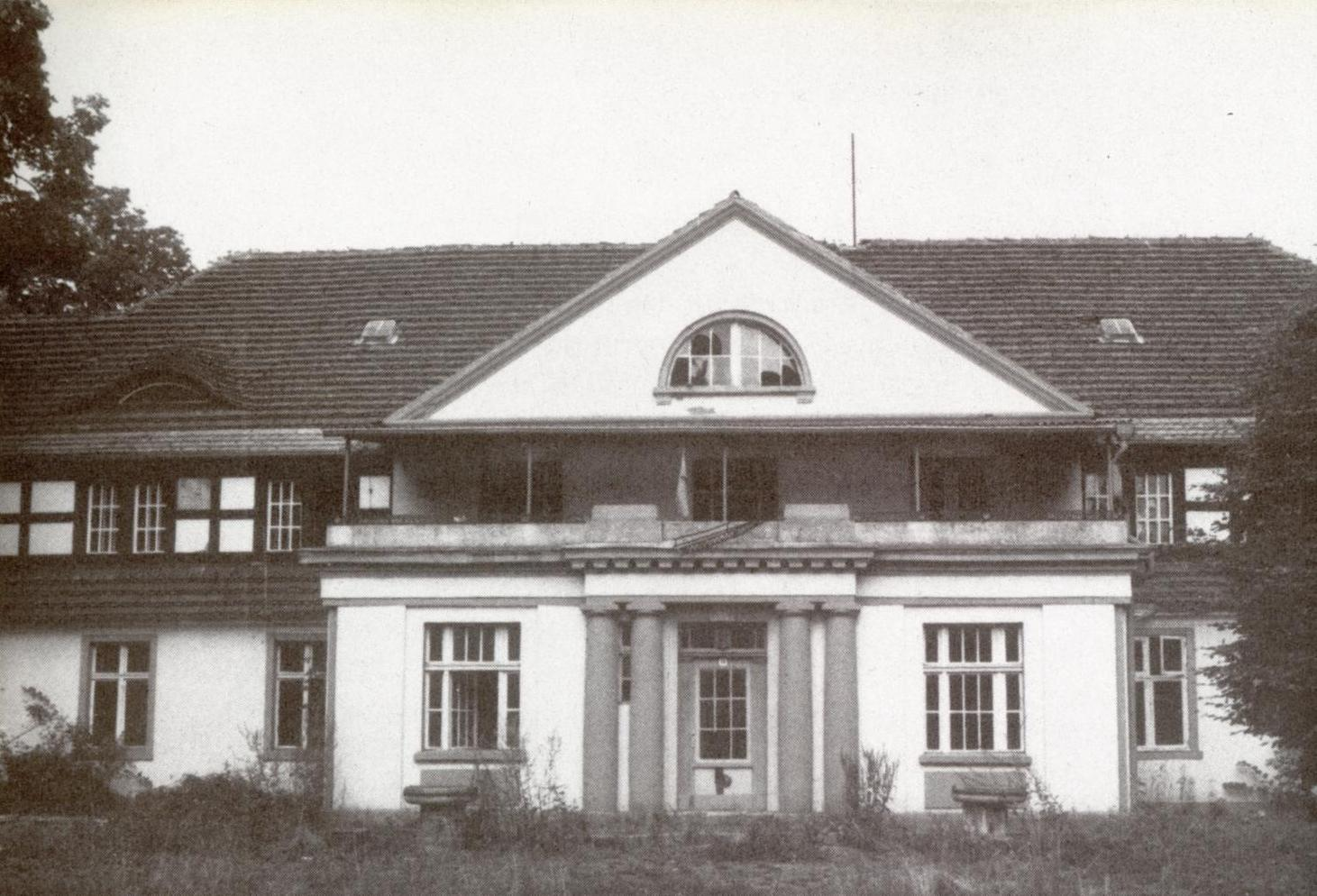
Gutshaus Bömitz 1991

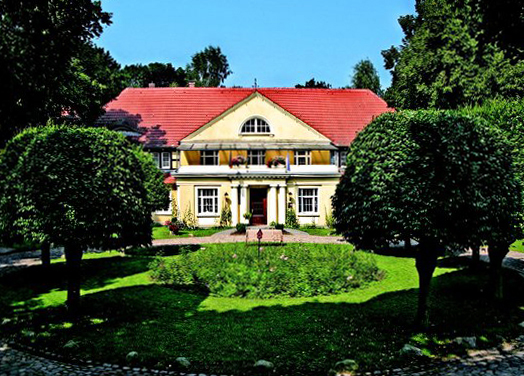
Gutshaus Bömitz 2009

Bömitz wurde erstmals 1340 als Bömitz, später als Bömetze und mit anderen Schreibweisen genannt. Nach dem Dreißigjährigen Krieg lag das Dorf lange wüst und wurde erst 1886 wieder aufgebaut.
Lediglich das Gut war vorher wieder errichtet worden.
Auf eine urgeschichtliche Besiedlung des Umfeldes verweist ein großes Hügelgräberfeld mit über ca. 135 (registriert) eng beieinander liegenden Hügelgräbern mit unterschiedlichem Erhaltungszustand. Es handelt sich vor allem um kleine, flache Hügel, überwiegend mit Steinkranz, auch mit Steinpflaster. Des Weiteren finden sich hier Steinkreise mit Innenpflaster von zwei bis sieben Metern Durchmesser. Das Gräberfeld liegt nordöstlich des Ortes.
1937 wurden hier von Eggers 20 Urnen mit reichen datierenden Beigaben ausgegraben.
Das Gut Bömitz war von alters her ein Walzengut, d. h., es wechselte laufend die Besitzer. So waren hier im 18. und 19. Jahrhundert die Familien von Hertell (ca. 1784–1800), der königlich preußische Stabskapitän Hermann Christoph von Hertell-Poggendorf ließ das heutige Gutshaus bauen. Es folgten die Familien von Blankenhahn, von Zansen (Zanzen) und Finelius; letztere bis 1907 als Besitzer des Gutes. Ihr folgte wiederum die Familie Grunert, die das Gut dann 1924 an die pommersche Landsiedelgesellschaft verkaufte, die das Land aufsiedelte. Das Gutshaus, wohl erst weit nach 1750 erbaut, wurde nach 1951 an den Kreis Greifswald verkauft, der es als Altersheim nutzte. Nach einer Zwischenphase als Unterkunft für Flüchtlinge und Vertriebene aus Hinterpommern und Ostpreußen 1945 diente das Haus bis in die 1980er Jahre wieder als Altersheim. Der folgende Leerstand sollte durch einen Berliner Betrieb beendet werden, das Gutsensemble war als Ferienheim vorgesehen. Diesem Ausbau kam die Wende dazwischen. Schließlich erwarben Privatleute die Gebäude und betrieben darin von 1995 bis 2015 ein Hotel. Seit 2016 steht es für Tagungen und Seminare zur Verfügung.
Bömitz war ein typisches Gutsdorf mit dem Gut und der Landarbeiter-Katenreihe, bis zur erwähnten Aufsiedlung. Dann wurde der Ort durch die neu angelegten Bauernsiedlungen zu einem Streudorf. Die Siedlungen liegen an der heutigen K 19 und an der südlich der Ortslage befindlichen Sackgasse.
Bömitz wurde am 1. Juli 1950 eingemeindet.
Bömitz hatte am 31. Dezember 2014 87 Einwohner mit Hauptwohnung und 7 mit Nebenwohnung. Ein Jahr später hatte
Bömitz dann am 31. Dezember 2015 78 Einwohner mit Hauptwohnung und 8 mit Nebenwohnung.

### Buggow
Der Ort Buggow wurde schon in der heutigen Schreibweise 1433 erstmals urkundlich erwähnt. Der slawische Ortsname bedeutet Rotbuche.

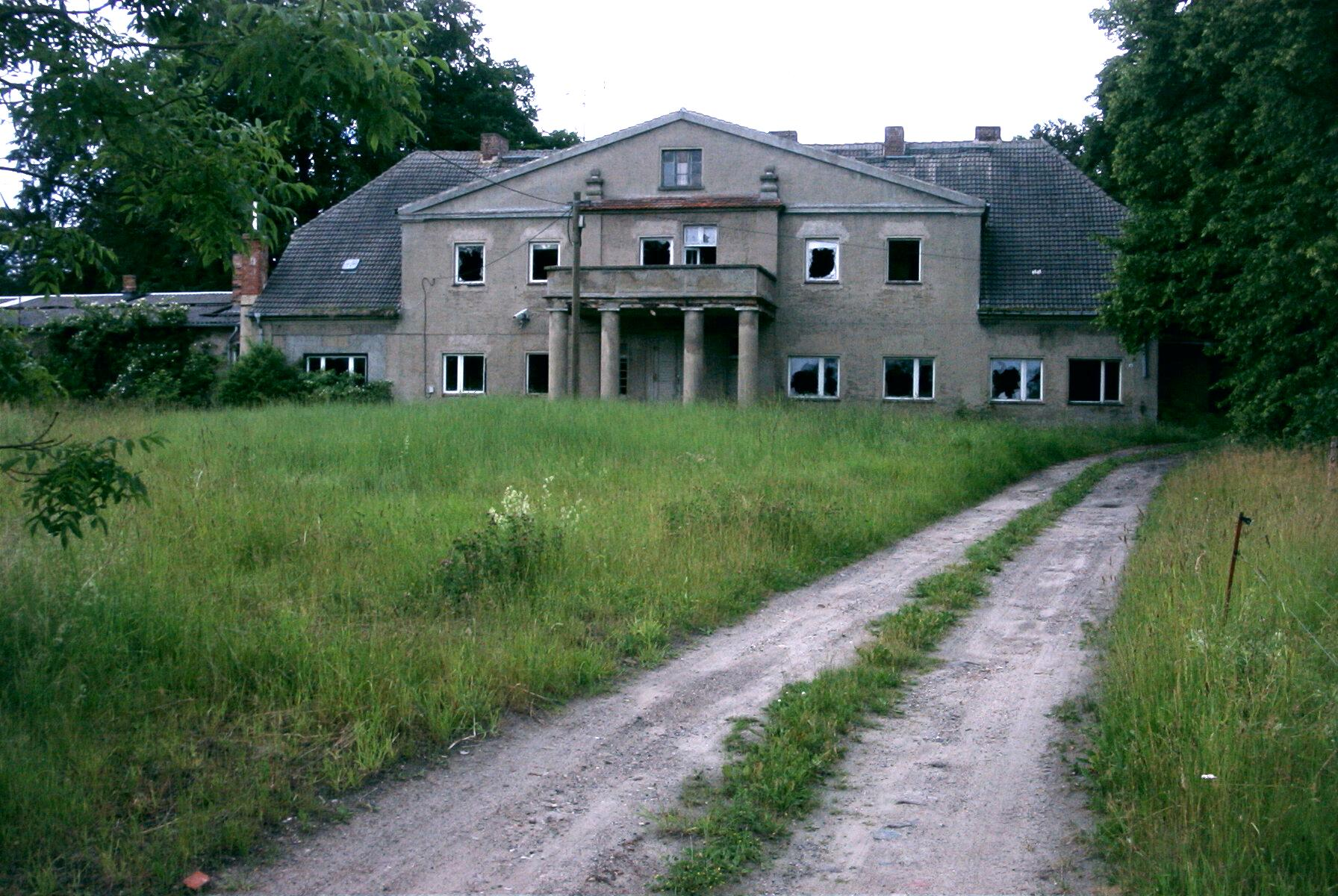
Gutshaus Buggow

Buggow ist ein typisches Gutsdorf, wenn auch vermutlich kein eigenständiger Herrensitz, sondern im 16. Jahrhundert Nebengut von Wahlendow. Dort saß damals die Familie von Horn. In Buggow gehörten ihnen 10 Hufen. Wesentlich später war das Gut im Eigentum der Familie des Georg Koch, dessen Tochter Eva Maria den späteren General S. E. Waldemar von Hennigs heiratete und Buggow vom Vater erbte und in die Ehe einbrachte. Der Offizier und Ehemann agierte als Bevollmächtigter und Gutsvorsteher. Die Gutsanlage ist noch teilweise erhalten. Das Rittergut umfasste 566 Hektar. Der Erbe wurde, Rittmeister a. D. Hasso von Hennigs, verheiratet seit 1934 in zweiter Ehe mit Carina Baronesse von Koskull, beide starben in Murchin 1945, wurde mit seinem kleinen Restgut enteignet. Das heute nicht mehr erhaltene Gutshaus resp. dessen Vorgängerbau wurde 1514 errichtet, der Baukörper war nach Umbauten dem Klassizismus zuzuordnen. Das Portal war von vier Säulen eingerahmt. Diese trugen den balkonartigen Vorbau. An der linken Seite war nachträglich ein flacher Erweiterungsbau errichtet worden. Das Umfeld mit dem ursprünglichen kleinen Park ist stark verwildert und vermüllt. Im Jahr 2014 zerstörte ein Brand das Gutshaus, das daraufhin abgerissen wurde.
1896 wurde Buggow an die Anklam-Lassaner Kleinbahn ALKB angeschlossen und hatte einen Haltepunkt am Ort. Wie überall wurde die Strecke 1945 demontiert und als Reparation an die Sowjetunion geliefert.
Buggow hatte am 31. Dezember 2014 mit Hauptwohnung und 1 mit Nebenwohnung 37 Einwohner. Im Folgejahr konnte Buggow zum 31. Dezember 2015 noch 37 Einwohner mit Hauptwohnung und 1 mit Nebenwohnung nachweisen.

### Daugzin

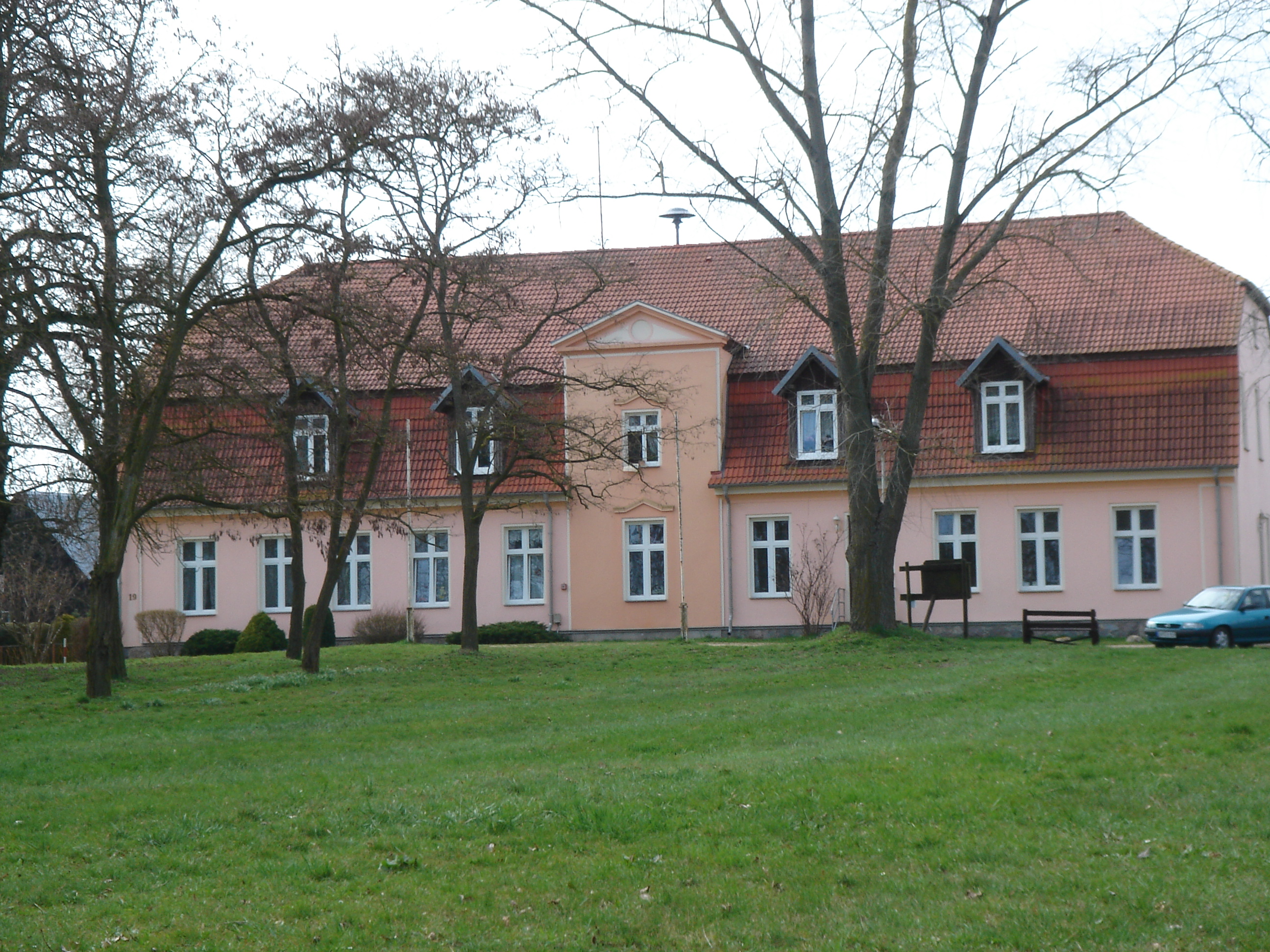
Gutshaus Daugzin 2009

Mit dem Großsteingrab südlich von Daugzin wird schon eine Besiedlung seit dem Neolithikum belegt. An der Grenze zur Gemarkung Ziethen liegt mit einem bronzezeitlichen Hügelgrab ein weiterer Nachweis der durchgängigen Besiedlung des Raumes. Die drei archäologisch nachgewiesenen Siedlungen südwestlich des Ortes belegen die nachfolgende Besiedlung in der Slawenzeit.
Daugzin wurde erstmals 1453 als Doewczin urkundlich genannt. Erst 1792 wurde die aktuelle Schreibweise verwandt. Der slawische Name wird mit „Jungfrau“ übersetzt, aber nicht weiter gedeutet.
Daugzin war ursprünglich ein Lehen der Owstin und fiel als Brautschatz an Oberstleutnant von Eickstedt. Laut der schwedischen Landesaufnahme von Vorpommern (1692–1709) war Daugzin gemeinsam mit Ramitzow im Besitz der Frau Oberstleutnant von Eickstedt. Am 15. April 1763 kauften Mitglieder der Familie von Hertell aus Bömitz die Güter Daugzin und Ramitzow für 38.000 Taler und 100 Dukaten vom Leutnant Johann Friedrich Magnus von Lagerström (1738–1775). Seit wann dieser im Besitz der beiden Güter war, ist derzeit nicht bekannt.
Nach dem Gothiaschen Hofkalender beginnt mit Kapitän (Hauptmann) a. D. in schwedischen Diensten August Julius von Hertell (1725–1805) und seinem Neffen, dem großherzoglich mecklenburgischen Hofjägermeister August Gualter Hermann von Hertell-Poggelow (1769–1848), die Tradition der Familie auf Daugzin und Ramitzow.
Letzter Grundbesitzer auf Daugzin war Hermann von Hertell-Grünrade (1876–1951). Er war Major d. R. und bis 1939 Rechtsritter im Johanniterorden, danach ist er dort ausgeschieden. In erster Ehe verheiratete er sich 1904 mit der 1910 verstorbenen Gutsbesitzerstochter Elisabeth von Michael-Schönhausen, in zweiter Ehe mit der Offizierstochter Mathilde von Bismarck. Alle sechs Kinder wurden in Daugzin geboren. Nach der Enteignung lebte der Gutsherr bis zum Schluss in Potsdam.
Nach dem Zweiten Weltkrieg und aufgrund der Bodenreform wurde die Familie von Hertell nach 1945 enteignet und vertrieben. Das Erbbegräbnis der Familie befindet sich in gutem Zustand im Friedhof der Kirche St. Marien (Ziethen bei Anklam).
1896 wurde auch Daugzin an die Anklam-Lassaner Kleinbahn ALKB angeschlossen und hatte einen Haltepunkt am Ort. Wie überall wurde die Strecke 1945 demontiert und als Reparation an die Sowjetunion geliefert.
Daugzin wurde am 1. Juli 1950 eingemeindet.
Der Ort ist ein Angerdorf, dessen Anlage sich bis heute erhalten hat. Die Wirtschaftsgebäude des Gutes wurden durch LPG-Bauten ergänzt. 134 Einwohner hatte Daugzin am 31. Dezember 2014, mit Hauptwohnung und 8 mit Nebenwohnung. Am 31. Dezember 2015 hatte Daugzin 130 Einwohner mit Hauptwohnung und 7 mit Nebenwohnung.
Statistisches zu Daugzin und Ramitzow (1865)
Daugzin hatte eine Fläche von 750 (Pomm.) Morgen. Ramitzow umfasste 478 M (Pomm. Morgen) 150 R (Pomm. Quadratruten). Zusammen waren dies 1.228 M und 150 R, was ca. 805 ha entspricht.

### Krenzow

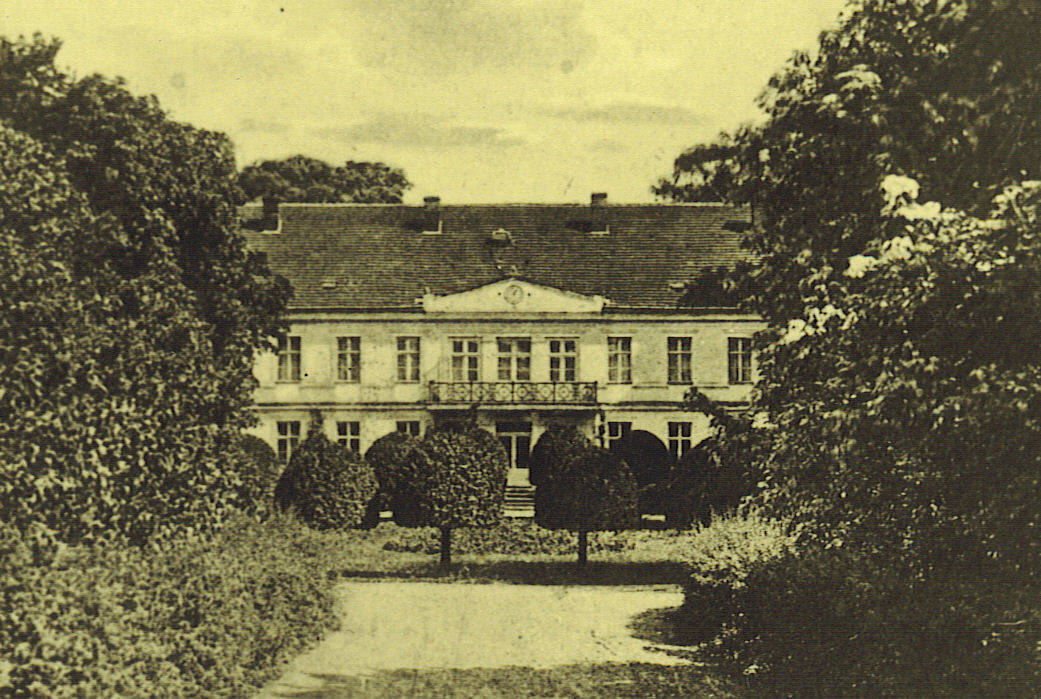
Gutshaus Krenzow 1925

Krenzow ist eine slawische Gründung. Der Name leitet sich vermutlich aus den slawischen Worten „Kren“ (die Pflanze Wegerich) und „Ow“ (die Aue, der Bach) ab. Die Schreibweise variierte über die Zeit: Krensow, Krentzow, Crentzow, Crenzow. Auf der Lubinschen Karte wurde der Ort 1618 als Krensow verzeichnet.
Krenzow stellte die Hauptbegüterung im Kirchspiel Rubkow dar. Der erste bekannte Inhaber des Ritterguts war die reich begüterte und angesehene Adelsfamilie Nienkerken, die im Jahre 1249 mit Rudolf de Nienkerke auftrat und um das Jahr 1628 mit Christoph von Neuenkirchen erloschen ist. Anschließend waren Krenzow (und Zarrentin) im Eigentum der Familie Steding auf Lentschow. Christoph Adolf von Steding, später Major im schwedischen Kriegsdienst, verkaufte Krenzow um 1745 an den Amtshauptmann von Averdieck in Wolgast, der es an Johann Friedrich Wilhelm von Owstin verpachtete. Nach Pachtende verkaufte Averdieck Krenzow an den Reichsgrafen Carl Julius Bernhard von Bohlen (1738–1813) auf Karlsburg. Sein Sohn, der ehemalige kurfürstlich hessischer Hofmarschall, Friedrich Ludwig Wilhelm Graf von Bohlen verkaufte es wiederum (inklusive der Feldmark Zarrentin) am 24. April 1819 für 196.414 Mark an Hans von Quistorp verkaufte, um seine Schulden auf seinen übrigen Besitzungen abzutragen, und zu Trinitatis 1820 übergab. Das Gutshaus entstand 1835 auf Veranlassung von August von Quistorp. Dieser war unter Ferdinand von Schill Infanterieoffizier bei dessen Feldzug im Jahr 1809. Im Gutshaus kamen am 29. Dezember 1856 der Politiker und Rittergutsbesitzer Wernher von Quistorp, am 25. Dezember 1888 der letzte Grundbesitzer Hans Werner von Quistorp-Krenzow und am 13. August 1892 dessen Bruder, der Bankier und Reichsbankrat Alexander von Quistorp zur Welt, später Kommendator des Johanniterordens für Brandenburg. Im Jahr 1945 wurde Hans Werner von Quistorp, der letzte Eigentümer der Familie, von der NKWD verhaftet und später enteignet. Er starb 1948 im Internierungslager „Fünfeichen“ bei Neubrandenburg. Krenzow wurde in der Bodenreform aufgesiedelt. Das Rittergut Krenzow mit Zarrentin und Anteile in Ribnitz umfasste einst 975 ha.
Bereits 1896 wurde auch Krenzow an die Anklam-Lassaner Kleinbahn ALKB angeschlossen und hatte einen Haltepunkt am Ort. Das Gut hatte zusätzlich einen Direktanschluss.
Im Laufe der Jahrzehnte wurden das Herrenhaus und die anderen Gutsgebäude vernachlässigt und umgebaut. Das Gut Krenzow steht unter Denkmalschutz, weil es in der Anlage als eines der besterhaltenen in Vorpommern gilt (Wertung: Landesheimatverband). Zum Gut gehörte auch eine noch erhaltene Dampf-, dann Motormühle. Die 2 Krenzower Windmühlen bestehen aber nicht mehr.
Die seltenen Pflanzen im Gutspark und die Platanen am Dorfteich gehören zu seinen Besonderheiten. Der Park ist weitgehend erhalten. Am 28. April 2006 wurden die Platanen am Teich unter der Verzeichnisnummer 24/086/03 vom Landkreis Ostvorpommern als Naturdenkmal eingetragen und am 6. Juni 2006 im amtlichen Mitteilungsblatt veröffentlicht.

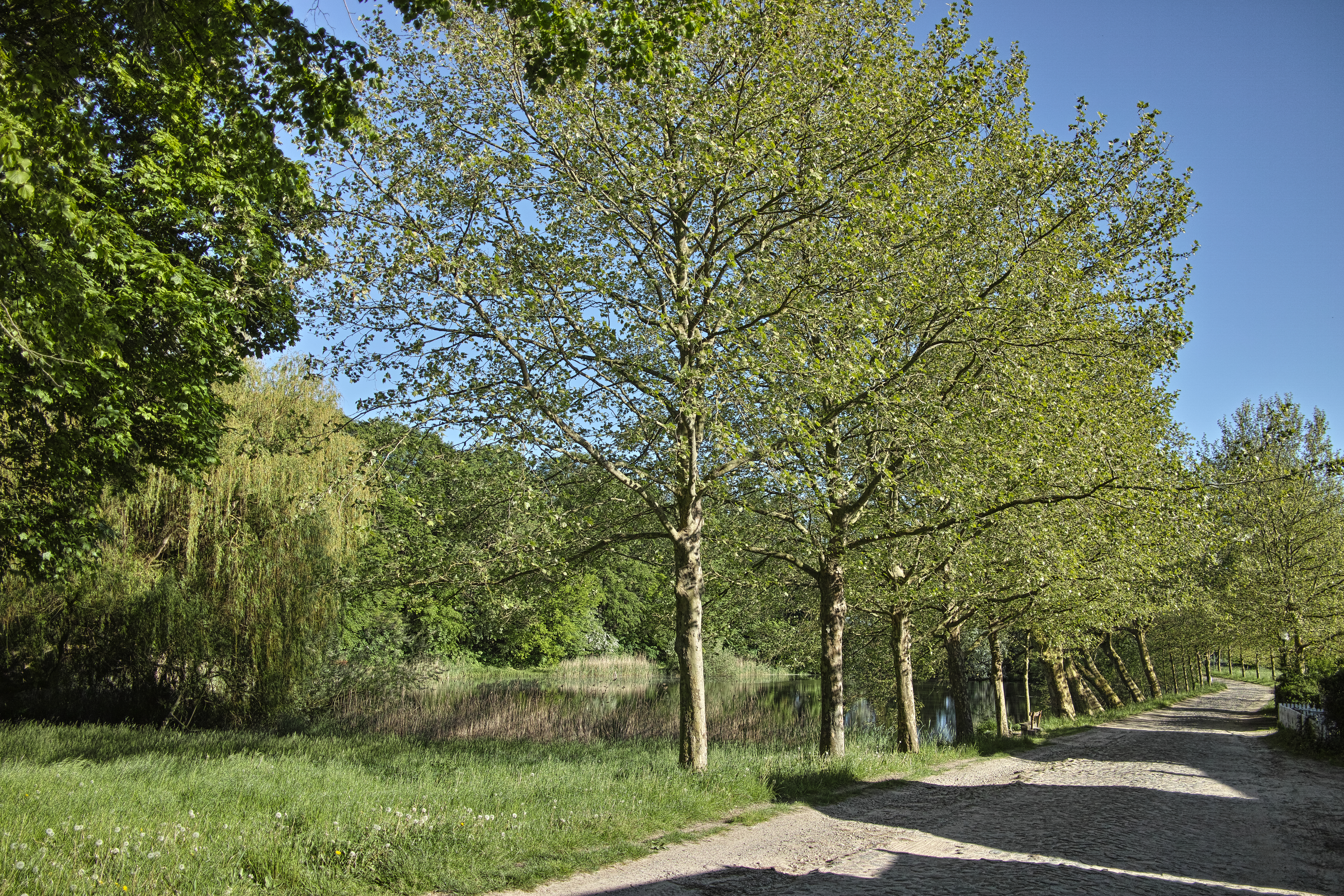
Naturdenkmal Platanen am Dorfteich Krenzow

Krenzow wurde am 1. Juli 1950 eingemeindet. Krenzow hatte am 31. Dezember 2014 mit Hauptwohnung und 3 mit Nebenwohnungen 96 Einwohner, am 31. Dezember 2015 konkret 92 Einwohner mit Hauptwohnung und 1 mit Nebenwohnung.

### Rubkow

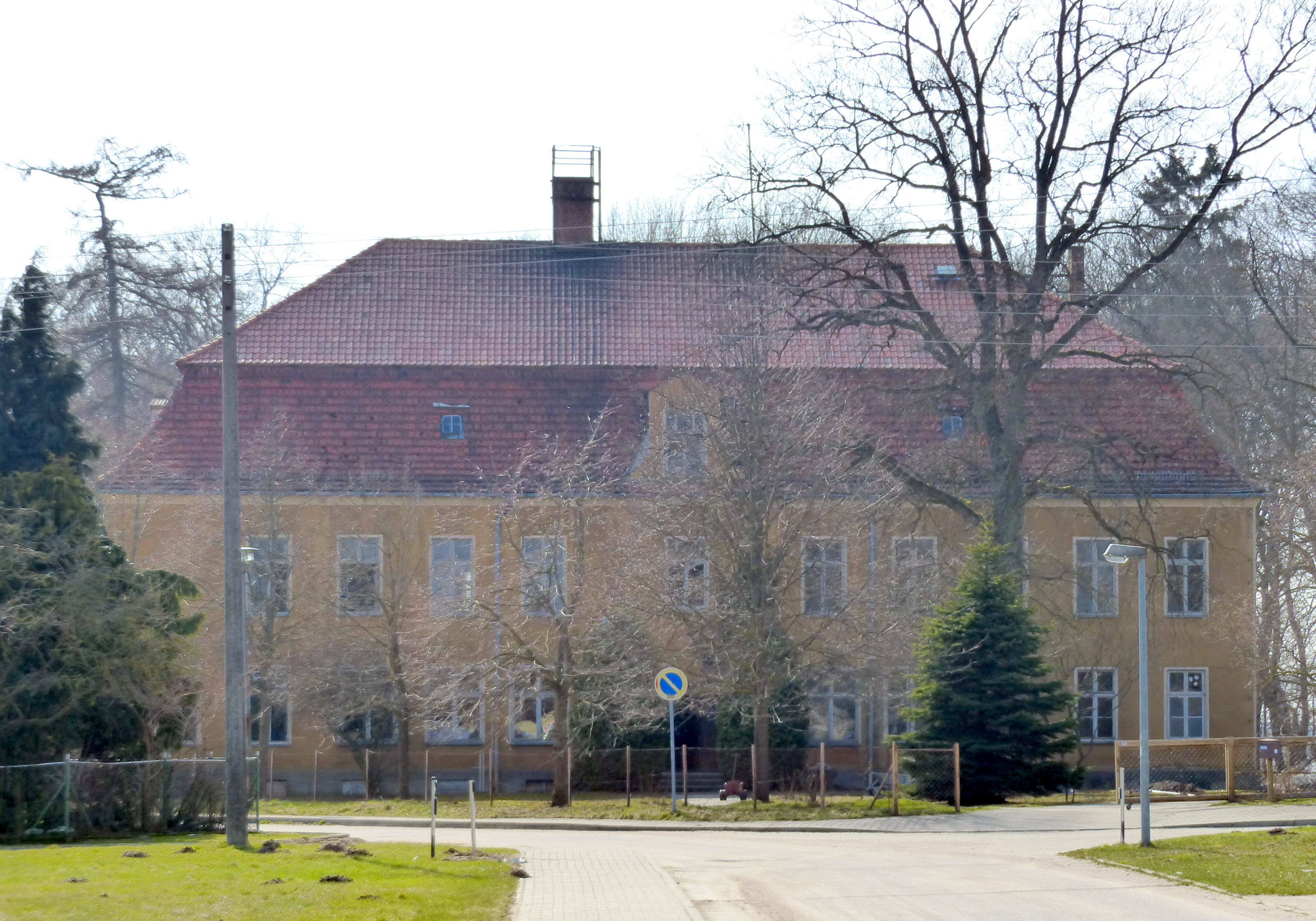
Gutshaus Rubkow

Die Gegend um Rubkow war entsprechend den archäologischen Nachweisen schon früh besiedelt, davon zeugen ein bronzezeitliches Hügelgrab, aber auch die bei Bömitz liegenden Gräberfelder. Rubkow wurde erstmals 1257 als „Robechowe“ urkundlich genannt. Der Name der slawischen Gründung soll sich von „hauen“ oder „Wurm“ ableiten.
Rubkow war ein Gutsdorf mit dem westlich gelegenen Gut, der Kapelle auf dem Kirchhof und dem überwiegend aus Landarbeiterkaten bestehenden Dorfanlage. Anfang des 18. Jahrhunderts, die genaue Datierung liegt nach 1716, wurde der erst in sächsisch-polnischen Diensten stehende, dann preußische Hauptmann Claus (Nicolaus) von Miltitz, verehelicht mit Margarete Sophie von Oertzen-Tornow, Grundherr auf Rubkow. Gut Rubkow hatte stetig wechselnde Eigentümer, so 1857 Herrn Zickermann, dann Wilhelm von Santen. 1903 wurde Robert von Benda der örtliche Gutsbesitzer, vormals Schüler am Pädagogium zu Putbus. Er veräußerte 1928 Rubkow an die Pommersche Landgesellschaft Stettin. Nach dem 1939 letztmals amtlich publizierten Güter-Adressbuch Pommern war Elisabeth von Witzleben, geborene Scheidt, die mütterlicherseits aus der wohlhabenden Industriellenfamilie Poensgen stammte, die Herrin des restlichen Waldgutes ohne Status des vormaligen Rittergutes. Die Besitzung beinhaltete eine Größe von etwa 187 ha, als Verwalter fungierte der Revierförster Hinz. Mit 128 ha des Gutes war der Waldbesitz die größte Kulturteilfläche. Gut und Dorf hatten ab 1897 ebenfalls einen Bahnanschluss mit der Anklam-Lassaner Kleinbahn (ALKB). Es bestand sogar ein Bahnhof am Ort. 1945 wurden Gleise und Anlagen als Reparation demontiert. Von der Gutsanlage ist das große Herrenhaus noch gut erhalten, die Wirtschaftsgebäude sind überwiegend verschwunden oder überbaut worden.
Erst zu DDR-Zeiten erweiterte sich das Dorf durch eine relativ große LPG-Anlage beträchtlich. Das Gutshaus wurde zur Schule umgebaut.
Bei Feldarbeiten wurde der Rubkower Findling am „Hexenberg“ gefunden und am Straßenrand Rubkow-Wahlendow abgelegt. Der Granitfindling hat einen Durchmesser von ca. 2,5 m und eine Höhe von 1,5 m.
194 Einwohner hatte Rubkow am 31. Dezember 2014 mit Hauptwohnung und sieben mit Nebenwohnung. Zum 31. Dezember 2015 lebten in Rubkow 190 Einwohner mit Hauptwohnung und 7 mit Nebenwohnung.

### Wahlendow
Wahlendow wurde erstmals 1344 als „Wolendowe“ urkundlich genannt. Der Name ist nicht gedeutet. 1344 gehörte der Ort zu Anklam. Im Jahr 1462 kam dann der Ort zum Kloster Krummin. Nach einem mehrfach bestätigten fürstlichen Lehnbrief von 1514 saß die Familie von Horn in Wahlendow über Generationen. Der Besitz erstreckte sich über 22 Hufen für Claus sen. von Horn, dann seinen gleichnamigen Nachfahren. Nach 1772 war der hoch titulierte Philipp Ernst von Horn im Besitz des Gutes. Im 19. Jahrhundert gehörte das örtliche Gut einige Jahrzehnte der briefadeligen Familie von Hackewitz. Karl Gustav von Hackewitz (1791–1864) hatte dieses geerbt, 1821, von seinem verstorbenen Onkel von Schwanefeld erhalten. Die Gutsnachfolge trat dann der Sohn Adalbert von Hackewitz an, der 1867 der Kongregation des Johanniterorden und seiner Pommerschen Provinzial-Genossenschaft. Im Jahre 1893 ist als Gutsherr Hauptmann a. D. Gebhard nachgewiesen.
Auch Wahlendow wurde 1897 an die ALKB (s. o.) angeschlossen. Südöstlich lag laut MTB 1880 eine Ziegelei, die aber später eingestellt wurde. Der Ort blieb noch ein typisches Gutsdorf, einem im Park gelegenen separaten Gutshaus und einer Landarbeiter-Katenreihe. Von 1951 bis 1921 gehörte das 636 ha umfangreiche Rittergut Wahlendow mit Weißmühl dem vormaligen Flügeladjutanten des letzten Kaisers, Major Leo von Caprivi (1873–1921). Er war der Neffe des Kanzlers Graf Caprivi, und verheiratet mit Frida von Hansemann. Das einstige große Gut hatte sich aber nur in Resten erhalten und wurde aufgesiedelt. Vor der Bodenreform war nach dem Genealogischen Handbuch des Adels der Rittmeister a. D. Eric Hermann Albrecht Hartmann jun. von Witzleben-Medrow (1891–1966) Eigentümer des restlichen 136 ha Forstgutes Wahlendow. In anderen Quellen der Güter-Adressbücher wurde seine Ehefrau Elisabeth von Witzleben-Medrow aufgeführt. Nach 1945 wurde diese Dorfanlage mit den Neubauernhöfen in der Randlage erweitert und damit zu einer Streusiedlung.
Am 1. Januar 1951 wurde die bisher eigenständige Gemeinde Pamitz eingegliedert. Am 31. Dezember 2014 lebten in Wahlendow 103 Einwohner mit Hauptwohnung und 4 mit Nebenwohnung. Wahlendow hatte am 31. Dezember 2015 dann 107 Einwohner mit Hauptwohnung und 4 mit Nebenwohnung.

### Zarrentin
Die frühe Besiedlung wird durch ein östlich gelegenes Hügelgrab belegt. Zarrentin wurde 1467 erstmals unter dem aktuellen Namen urkundlich genannt. Der Name wird als Heide oder Waldgegend gedeutet. Östlich des Ortes war um 1835 laut PUM (Preußisches Urmesstischblatt) eine Walkmühle vorhanden, die zu Zarrentin zählte.
Mitte des 18. Jahrhunderts war Zarrentin als Nebengut von Crenzow. Es gehörte dem Grafen Carl Julius Bernhard von Bohlen-Carlsburg (1738–1811), königlich schwedischer Reichsherr, Generalleutnant der Kavallerie und Ritter Hoher Orden. Er war auch Träger des Großkreuzes vom Schwedischen Schwertorden.
Die Anklam-Lassaner Kleinbahn ALKB führte seit 1897 am Dorf vorbei, hatte aber keinen Haltpunkt, fungierte mit einer Weiche und einem Stummelgleis zum Ort nur als Wirtschaftsanschluss. Vor 1849, mit dem Erwerb von Zarrentin durch den preußischen Oberstleutnant August sen. von Quistorp, liiert mit Marie Luise Düesburg-Münster, kam wieder der Zusammenhang mit Gut Krenzow. August jun. von Quistorp-Klenzow (1822–1877) und folgend Wernher von Quistorp sind dann die Gutsherren von Zarrentin. Die Ortschaft selbst bestand so nur aus dem Gut, das über 1939 hinaus von Gut Krenzow aus bewirtschaftet wurde. Erst später kamen einige Anwesen hinzu. Zarrentin behielt bis zum Schluss den Status eines Rittergutes. Zum Besitz gehörten 243 ha Land, davon 3 ha Waldbesitz. Dies blieb so bis zur Bodenreform 1945.
Der langgestreckte Dorfteich des Angerdorfes ist inzwischen fast gänzlich verlandet. Das jenseits des Teiches (vom Gut aus gesehen) gelegene Gutshaus ist noch als Wohnhaus vorhanden, der dazu gehörige Park ist überbaut.
Zarrentin hatte am 31. Dezember 2014 konkret 19 Einwohner mit Hauptwohnung und 1 mit Nebenwohnung, am 31. Dezember 2015 noch 18 Einwohner mit Hauptwohnung und 3 mit Nebenwohnung.

## Politik

### Gemeindevertretung und Bürgermeister
Der Gemeinderat besteht (inkl. Bürgermeister) aus 8 Mitgliedern. Die Wahl zum Gemeinderat am 26. Mai 2019 hatte folgende Ergebnisse:
| Partei/Bewerber                                | Prozent | Sitze |
| ---------------------------------------------- | ------- | ----- |
| Wählergemeinschaft Handwerk und Gewerbe Rubkow | 70,18   | 6     |
| CDU                                            | 12,81   | 1     |
| WG Initiativen für Anklam e. V.                | 10,45   | 1     |

Bürgermeister der Gemeinde ist Holger Wendt, er wurde mit 84,97 % der Stimmen gewählt.

### Wappen, Flagge, Dienstsiegel
Die Gemeinde verfügt über kein amtlich genehmigtes Hoheitszeichen, weder Wappen noch Flagge. Als Dienstsiegel wird das kleine Landessiegel mit dem Wappenbild des Landesteils Vorpommern geführt. Es zeigt einen aufgerichteten Greifen mit aufgeworfenem Schweif und der Umschrift „GEMEINDE RUBKOW * LANDKREIS VORPOMMERN-GREIFSWALD“.

## Kultur und Sehenswürdigkeiten

### Bauwerke

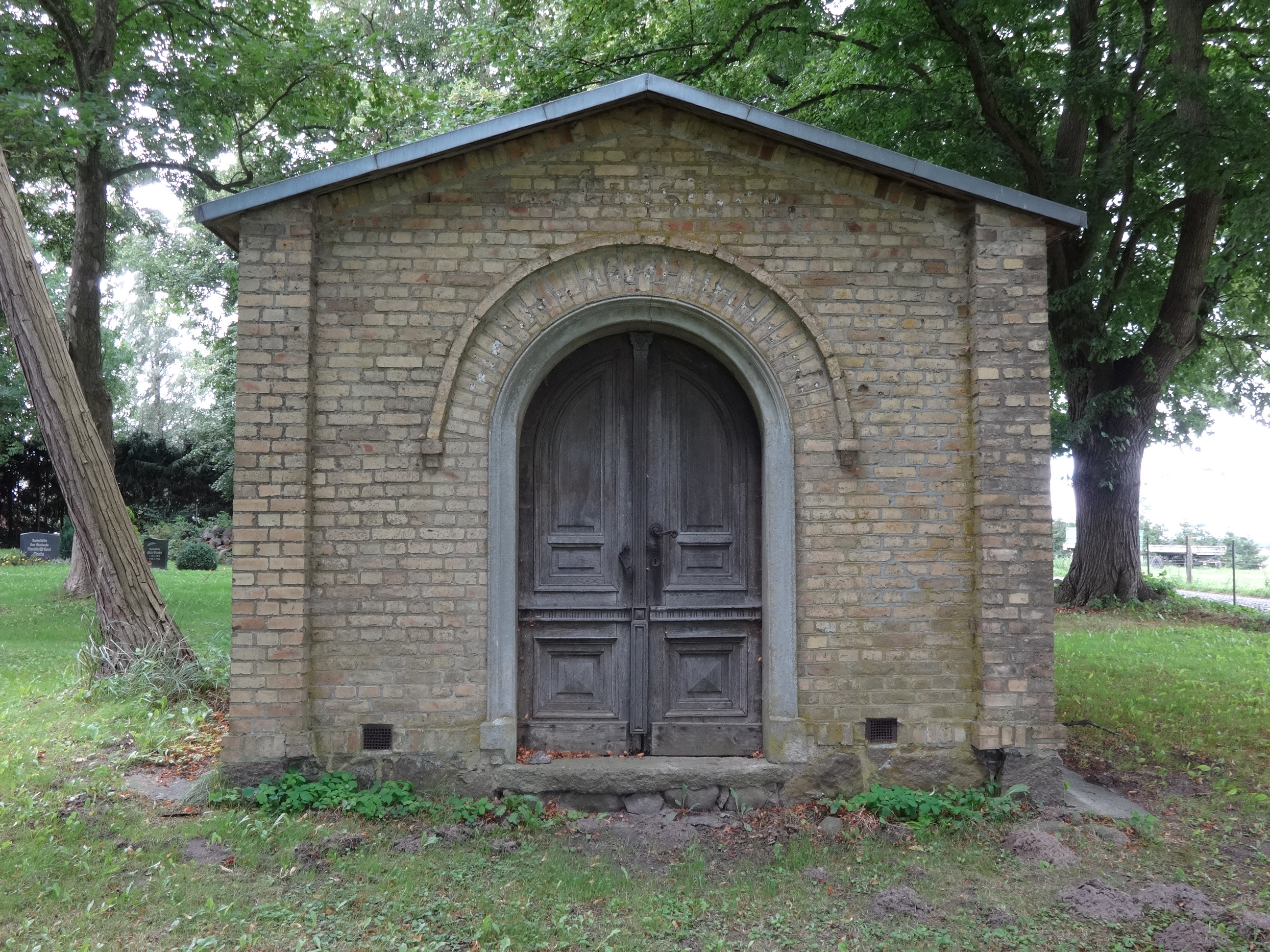
Mausoleum der Familie von Quistorp von 1877

- Dorfkirche Rubkow: Der Bau aus Feldsteinen sowie aus Mauerziegeln entstand Ende des 14. Jahrhunderts. Im Innern befinden sich an der Westempore die Reliefs der vier Evangelisten, die in Ädikulä im 17. Jahrhundert gerahmt wurden. Aus derselben Zeit stammen auch vier Kabinettscheiben. Die Sauer-Orgel stammt aus dem Jahr 1964 und verfügt über ein Manual. Auf dem Friedhof der Kirche befindet sich das Mausoleum von August von Quistorp und seiner Frau Emilie geborene Flügge aus dem Jahr 1877.
- Mühle in Krenzow
- Gutsanlagen von Bömitz, Buggow, Wahlendow, Rubkow und Daugzin
- Gutsanlage Krenzow mit klassizistischem, zweigeschossigem Gutshaus; das Gut war u. a. im Besitz der Familien von Steding, von Averdieck (ab 1745), Graf von Bohlen und von Quistorp (1819–1945, u. a. Wernher von Quistorp)

### Grünflächen und Naherholung
- Großes bronzezeitliches Hügelgräberfeld nahe Bömitz
- Waldgebiete im Norden und Osten der Gemeinde
- Bei den Gutsanlagen sind in der Regel Gutsparks vorhanden, diese sind aber überwiegend nicht mehr gepflegt.

### Kulturelle Aktivitäten
Die Orte der Gemeinde sind Mitglied des Vereins »Vorpommersche Dorfstraße«.

## Wirtschaft und Infrastruktur

### Unternehmen
Die Gemeinde ist landwirtschaftlich geprägt. Die nördlichen und östlichen Randgebiete sind auch waldwirtschaftlich erschlossen. Bömitz ist durch das Schlosshotel touristisch gekannt.

### Verkehr
Von 1897 bis 1945 verlief die Anklam-Lassaner Kleinbahn durch das Gemeindegebiet und hatte mehrere Halte- und Ladepunkte. Nach dem Ersten Weltkrieg wurden aber nur noch Bedarfsfahrten durchgeführt. 1945 erfolgte die Demontage für die Reparationen an die Sowjetunion.
Südlich der Gemeinde verläuft die Bundesstraße 110 und westlich die Bundesstraße 109. Weiter ist das Gebiet durch Kreis- und Gemeindestraßen erschlossen. Die A 20 ist über die Anschlussstelle Gützkow in 29 Kilometer Entfernung erreichbar.

## Persönlichkeiten
Krenzow:
- August von Quistorp (1786–1849), preußischer Offizier und Rittergutsbesitzer
- Wernher von Quistorp (1856–1908), Jurist, Rittergutsbesitzer und preußischer Politiker; Großvater des Raketentechnikers und Raumfahrt-Pioniers Wernher Freiherr von Braun
- Emmy von Quistorp (1886–1959), Mutter des Raketentechnikers Wernher Freiherr von Braun
- Alexander von Quistorp (1892–1974), deutscher Jurist und Bankmanager